# Collix praetenta
Collix praetenta är en fjärilsart som beskrevs av Louis Beethoven Prout 1929. Collix praetenta ingår i släktet Collix och familjen mätare. Inga underarter finns listade i Catalogue of Life.